# Río Quinindé
Río Quinindé är ett vattendrag i Ecuador. Det ligger i den nordvästra delen av landet, 120 km nordväst om huvudstaden Quito.